# 大麻食品

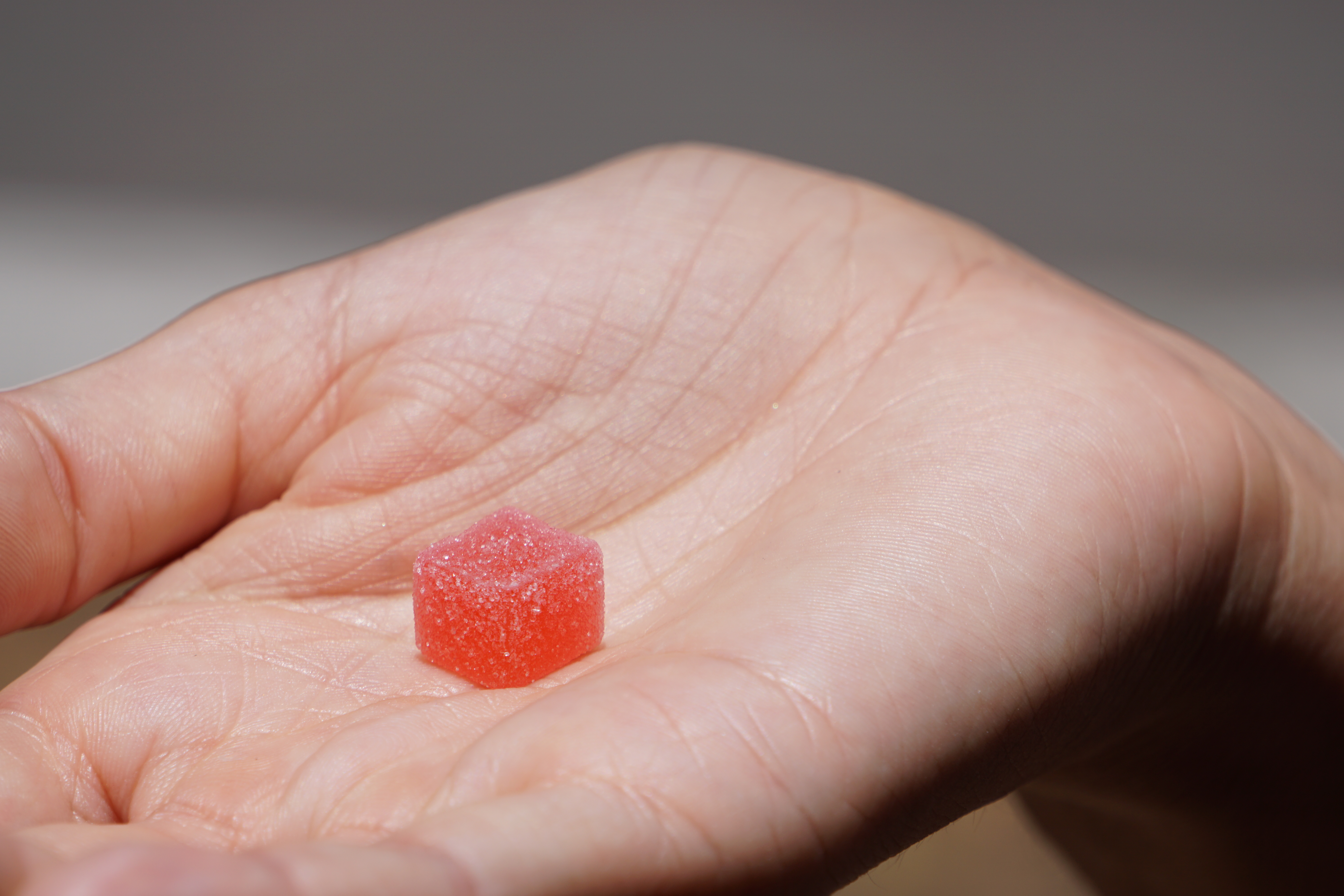
一颗大麻软糖

大麻食品是通过某些方法将大麻植物内的有效成分THC和CBD提取出来制作的食物，如巧克力、曲奇饼干。通常比吸食大麻的方法持续时间更久。

## 历史

### 东方

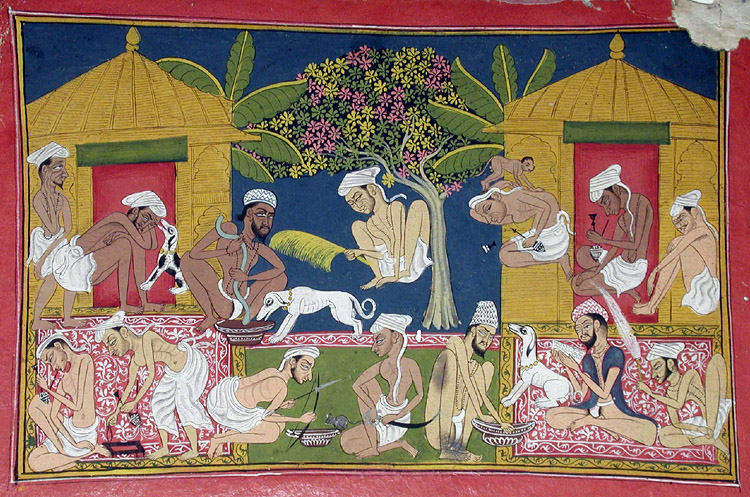
来自印度的Bhang食用者，约1790年。Bhang是一种源自印度次大陆的可食用大麻准备品。早在公元前1000年，印度教徒在古印度时期就将其用于食物和饮品中。

最早提到食用大麻的记录可以追溯到公元前2000年的印度。 作为最古老的大麻传统之一，Bhang是一种用酸奶、坚果、香料和玫瑰水制成的大麻饮料，是印度印度教社区庆祝侯丽节庆典的官方饮品，这个节日是崇敬湿婆或卡利的印度教信徒庆祝的节日。 大麻提取物的油溶性也为古印度人所知，梵语的食谱要求在将大麻与其他成分混合之前，将大麻在酥油中炒煮。:7
Majoun（大麻果酱）是由北非游牧的柏柏尔部落在11世纪左右首次制作的另一种早期食品。 传统的Majoun食谱需要大麻提取物、曼陀罗种子、蜂蜜、坚果、kif（kief的混合物），有时还包括椰枣和无花果。

### 西方

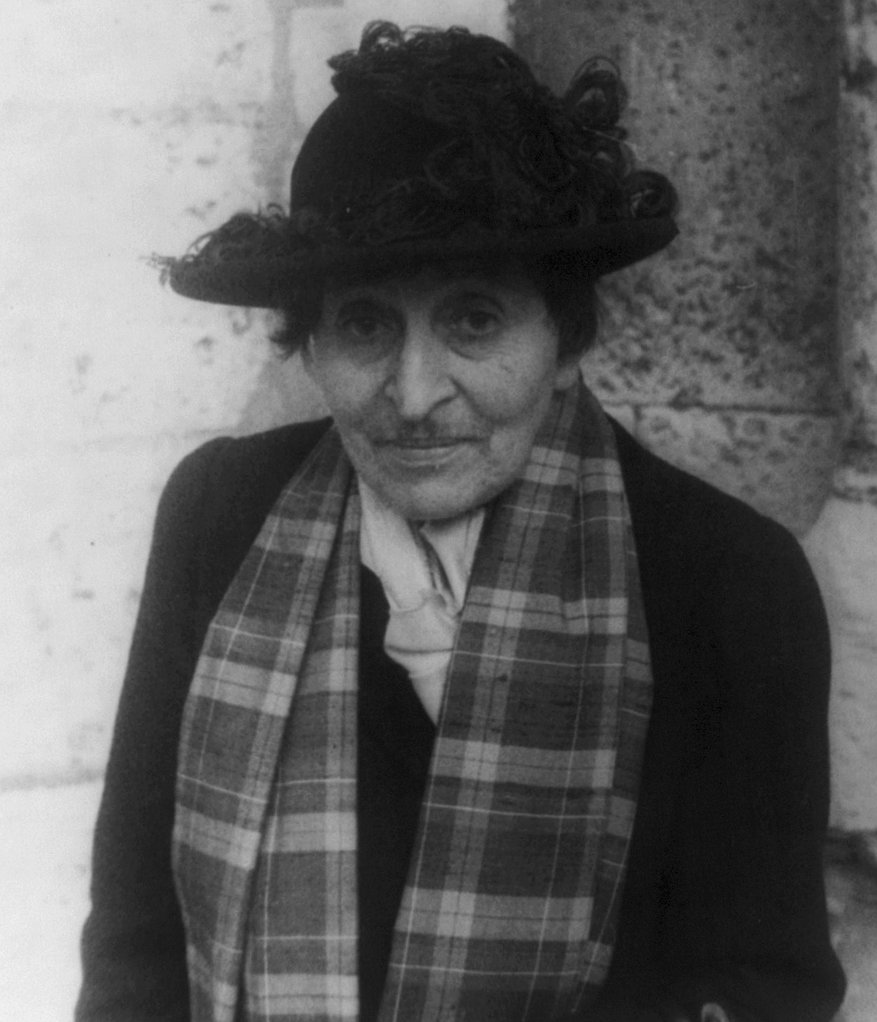
现代对食品的兴趣归功于Alice B. Toklas及她1954年的同名食谱。

欧洲对食品的首次提及出现在一本名为De honesta voluptate et valetudine的烹饪书中，该书由巴托洛梅奥·普拉蒂纳于1465年撰写，书名翻译为"关于尊贵的快乐和健康"。
美国首次出现大麻食品的食谱是在20世纪60年代初，由爱丽丝·B·托克拉斯撰写的一本名为爱丽丝·B·托克拉斯烹饪书中。 该食谱名为"哈希肉饼"，实际上是由爱丽丝的好友布里昂·吉辛贡献的。 尽管在第一版美国版中被省略掉，但托克拉斯的名字和她的"布朗尼"成为了上升中的60年代反主流文化中与大麻相关的代名词。
在一些已合法化大麻的美国州，食品的销售量急剧上升。 一些人担心食品对儿童和没有经验的大麻消费者构成的危险。 自2008年以来，因狗吃食品导致毒物控制中心的电话急剧增加。 在加拿大，大麻食品于2018年10月合法化，但监管限制和消费者兴趣的减少可能会抑制创新。